# Крапивинский
Крапивинский — посёлок городского типа, административный центр Крапивинского района Кемеровской области России. Расположен на левом берегу реки Томи.

## История
Село Крапивино основано в 1732 году. В 1911 году жило 725 человек, 142 хозяйств. Действовала церковно-приходская школа, 5 лавок, церковь. В 1926 году 2481 жителей, 558 хоз.
До 1924 года Крапивино — центр волости, с 1924 по 1963 годы и с 1967 года — районный центр.
В 1958 году Крапивино преобразовано в посёлок городского типа Крапивинский.
В 1968 году население составляло 5,8 тысяч жителей. Действовали шахта «Крапивинская», ремонтно-техническая станция, молзавод, госпромхоз, промкомбинат, комбинат бытового обслуживания, лесничество, пищекомбинат, лесозавод, центр. усадьба совхоза «Крапивинский», 2 начальных, восьмилетняя и средняя школы, ШРМ, музыкальная школа, Дом культуры, 6 библиотек, больница, аптека, детский сад и ясли, гостиница. Поссовет объединяет нас. пункты: Крапивинский, Малоосипово и Фомиха с нас. 6,1 тыс. чел.

## Население
| 1959  | 1970  | 1979  | 1989  | 2002  | 2009  | 2010  |
| ----- | ----- | ----- | ----- | ----- | ----- | ----- |
| 5365  | ↘5061 | ↗7238 | ↗8207 | ↘8110 | ↘7907 | ↘7450 |
| 2011  | 2012  | 2013  | 2014  | 2015  | 2016  | 2017  |
| ↘7445 | ↗7460 | ↘7365 | ↘7317 | ↘7263 | ↗7274 | ↗7375 |
| 2018  | 2019  | 2020  | 2021  |       |       |       |
| ↘7313 | ↘7169 | ↘7151 | ↗7437 |       |       |       |

## Достопримечательности
- Мемориал воинам — землякам, погибшим в годы Великой Отечественной войны 1941—1945 гг.[19]
- Родник «Юбилейный»
- Родник «Крапивинский источник»